# Comuna Okteabrske, Pervomaiske
Okteabrske (în ucraineană Октябрське) este o comună în raionul Pervomaiske, Republica Autonomă Crimeea, Ucraina, formată din satele Kameanka și Okteabrske (reședința).

## Demografie
Componența lingvistică a comunei Okteabrske
     Rusă (52,86%)
     Tătară crimeeană (28,57%)
     Ucraineană (17,66%)
     Alte limbi (0,42%)
Conform recensământului din 2001, majoritatea populației comunei Okteabrske era vorbitoare de rusă (52,86%), existând în minoritate și vorbitori de tătară crimeeană (28,57%) și ucraineană (17,66%).